# Tiếng Chewa
Tiếng Chewa còn gọi là Nyanja, là một ngôn ngữ Bantu được nói phổ biến ở Nam châu Phi, Đông Nam châu Phi và Đông Phi, cụ thể là các nước Malawi và Zambia (ngôn ngữ chính thức) và Mozambique và Zimbabwe (ngôn ngữ thiểu số được công nhận). Tiền tố lớp danh từ chi- được sử dụng cho tên ngôn ngữ, vì vậy ngôn ngữ này thường được gọi là Chichewa và Chinyanja (ở Mozambique đọc là Cinianja). Ở Malawi, tên chính thức được đổi từ Chinyanja thành Chichewa vào năm 1968 theo sự yêu cầu của Tổng thống Hastings Kamuzu Banda (bản thân là người Chewa) và đây vẫn là tên được sử dụng phổ biến nhất ở Malawi hiện nay. Ở Zambia, nó thường được gọi là Nyanja hoặc Cinyanja/Chinyanja '(ngôn ngữ của) hồ' (ý nói hồ Malawi).
Tiếng Chewa (cùng với Tumbuka, Sena Nsenga) thuộc nhóm ngôn ngữ Guthrie Khu N.

## Phân bố
Tiếng Chewa là ngôn ngữ phổ biến nhất của Malawi (được nói chủ yếu ở vùng Trung và vùng Nam). "Đây cũng là một trong bảy ngôn ngữ châu Phi chính thức tại Zambia, nơi nó được sử dụng chủ yếu ở tỉnh Đông và tỉnh Lusaka (phương ngữ Nyanja Lusaka). Nó cũng được sử dụng ở Mozambique, đặc biệt là ở các tỉnh Tete và Niassa, cũng như ở Zimbabwe, nơi mà theo một số ước tính thì nó được xếp hạng là ngôn ngữ phổ biến thứ ba, sau tiếng Shona và tiếng Bắc Ndebele". Đây là một trong 55 ngôn ngữ hiện diện trong đĩa ghi vàng Voyager.

## Cụm từ mẫu
| Tiếng Việt               | Chewa (Malawi)       | Thị trấn Nyanja (Lusaka)          |
| ------------------------ | -------------------- | --------------------------------- |
| Bạn khỏe không?          | Muli bwanji?         | Muli bwanji?                      |
| Tôi ổn                   | Ndili bwino          | Nili bwino / Nili mushe           |
| Cảm ơn bạn               | Zikomo               | Zikomo                            |
| Đúng                     | Inde                 | Ee                                |
| Không                    | Iyayi/Ayi            | Iyayi                             |
| Bạn tên là gì?           | Dzina lanu ndani?    | Zina yanu ndimwe bandani?         |
| Tên tôi là...            | Dzina langa ndine... | Zina yanga ndine...               |
| Bạn có bao nhiêu đứa con | Muli ndi ana angati? | Muli na bana bangati? ('B' = [ŵ]) |
| Tôi có hai đứa con       | Ndili ndi ana awiri  | Nili na bana babili               |
| Tôi muốn...              | Ndikufuna...         | Nifuna...                         |
| Thức ăn                  | Chakudya             | Vakudya                           |
| Nước                     | Madzi                | Manzi                             |
| Cái này giá bao nhiêu?   | Ndi zingati?         | Ni zingati?                       |
| Hẹn gặp bạn vào ngày mai | Tionana mawa         | Tizaonana mailo                   |
| Anh yêu em               | Ndimakukonda         | Nikukonda                         |